# Film grottesco
Un film grottesco è un film che si basa sulla narrazione di eventi assurdi e surreali attraverso la deformazione di alcuni aspetti della realtà.

## Caratteristiche
Nella maggior parte dei casi questo genere cinematografico è una critica nei confronti della società, di un sistema politico, di un personaggio. Tale critica avviene attraverso la ridicolizzazione dell'elemento preso in considerazione, rendendolo eccessivo e stravagante. Solitamente, la tematica di sfondo è surreale. Si può considerare il film grottesco un sottogenere del film drammatico, anche se non mancano evidenti riferimenti al comico. Un'altra variante è l'evidente resa umoristica o farsesca di una scena drammatica o brutale (ad esempio mediante dialoghi spiritosi o colonne sonore caratterizzate da musica briosa durante passaggi truculenti o violenti).
Sono molti i film, appartenenti a un genere predominante differente, che presentano elementi riconducibili al grottesco.